# زیردریایی کوری (پی۶۷)
زیردریایی کوری (پی۶۷) (به انگلیسی: French submarine Curie (P67)) یک زیردریایی بود که طول آن ۱۹۶ فوت ۹ اینچ (۵۹٫۹۷ متر) بود. این زیردریایی در سال ۱۹۴۳ ساخته شد.